# Oculus Rift
Oculus Rift — шолом віртуальної реальності з широким полем зору, низькою затримкою та помірною ціною. Розробляється компанією Oculus VR (близько 20 працівників), що зібрала 91 млн доларів США, з яких 2,4 млн було зібрано на краудфандинговій платформі Kickstarter. Компанія була заснована Палмером Лакі, співзасновником Scaleform, і Джоном Кармаком (пізніше став CTO в Oculus VR). Набори розробника продаються з літа 2013 року.
Споживча версія, «Oculus Rift Consumer», планується до випуску в третьому кварталі 2014 року.
Про проєкт Oculus Rift позитивно висловлювалися Джон Кармак, Ґейб Ньюел, Кліфф Блезінскі, Майкл Абраш, Тім Суїні, Кріс Робертс та інші.
26 березня 2014 розповсюдилася інформація про те, що Facebook купує фірму-розробника Oculus VR.

### Огляди
- Oculus Rift: Віртуальна реальність на CES 2013. Огляд Oculus Rift [Архівовано 21 лютого 2014 у Wayback Machine.] // THG, 23 січня 2013 (рос.)
- Oculus Rift Teardown [Архівовано 10 жовтня 2013 у Wayback Machine.] // iFixit (англ.)
- Обзор революционного шлема виртуальной реальности Oculus Rift [Архівовано 26 квітня 2014 у Wayback Machine.] // zoom.cnews.ru, 19 августа 2013 (рос.)